# ヴードゥー・グロウ・スカルズ
ヴードゥー・グロウ・スカルズ(VOODOO GLOW SKULLS) は、1988年にアメリカのカリフォルニア州ロサンゼルスで結成されたスカコア・バンド。フランク・カシラス（後にフランク・ヴードゥーと名乗る） (Vo) 、エディ・カシラス (G) 、ジョージ・カシラス（B) のカシラス兄弟とジェリー・オニール (Dr) によって結成された。

## 略歴
- 1988年、フランク・カシラス (Vo) 、エディ・カシラス (G) 、ジョージ・カシラス (B) のカシラス兄弟が近所のジェリー・オニール (Dr) を誘ってパンク・ロック･バンドとしてスタート。

- 1989年、地元のバンド、Public Humiliationの協力のもと、自主レーベルにて6曲入りEP『The OLD OF TOMORROW』を発表し、ライヴで販売する。ユース・オブ・トゥディ(Youth of Today)からの影響が大きいアルバムとなった。

- 1991年、「単純な音を演奏するのに飽きた」という理由で、ジョーイ・ヘルナンデス (Sax) 、ジョー・マクナリー (Tp) のホーンセクションを加える。

- 1993年、シンドバッド・レコードより2枚目のEP『RASTA MIS HUEVOS』をリリース。
  - ドーン・ギースがトロンボーン奏者として、ローディーのポール・シェイヴスがダンサー兼バックボーカリストとして加入、3枚目のEP『WE'RE COLORING FUN』をリリース。
  - パンク・ロック・レーベルドクター・ストレンジ・レコーズと契約。
  - 4枚目EP『DOG PILE』をリリース。

- 1994年ドクターストレンジ・レコードより、1stアルバム『フー・イズ、ディス・イズ? - WHO IS, THIS IS? - 』をリリース。
  - ポール・シェイヴスがローディーに戻り、ドーン・ギースに代わってブロディ・ジョンソンが新トロンボーン奏者として加入。
  - パンク・ロック・レーベルエピタフに移籍。

- 1995年10月、2ndアルバム『ファーム - FIRME -　』をリリース。このアルバム収録の「Shoot the moon」は、Pauly Shoreの映画、「Bio-Dome」で使用され、「Used to love her」(ガンズ・アンド・ローゼズのカヴァー)は、「Mr. & Mrs. Smith」のサウンドトラックに使用された。

- 1996年3月、2ndアルバム『ファーム - FIRME -　』をスペイン語盤でリリース。
  - 初のヨーロッパツアーを開催。その後、日本、オーストラリア、メキシコ、南米などでもツアーを行う。

- 1997年、3rdアルバム『ベイル・デ・ロス・ロコス - BAILE DE LOS LOCOS - 』をリリース。

- 1998年、4thアルバム『バンド・ギーク・マフィア - BAND GEEK MAFIA - 』をリリース。
  - 度重なる世界ツアーの疲労からトランペット奏者のジョー・マクナリーが脱退し、6人編成となる。

- 2000年、5thアルバム『シンボリック - SYMBOLIK - 』をリリース。

- ジョーイ・ヘルナンデスに代わって、メイソン・ボールが新サックス奏者として加入。

- 2002年、パンク・ロック・レーベルビクトリー・レコードに移籍。
  - 6thアルバム『ステディ・アズ・シー・ゴーズ - STEADY AS SHE GOES - 』をリリース。

- 2004年、7thアルバム『アディクション・トラディション・レヴォリューション - ADICCION, TRADICION, REVOLUCION - 』をリリース。

- 2007年、8thアルバム『サウザン・カリフォルニア・ストリート・ミュージック - "SOUTHERN CALIFORNIA STREET MUSIC" - 』をリリース。

- 2012年、セルフプロデュースによる9thアルバム、『ブレイク・ザ・スペル - "BREAK THE SPELL" - 』を、Smelvis Recordsよりリリース。

- 2015年、スカコアバンドのランシドのトリビュート・アルバム『HOOLIGANS UNITED』に楽曲を提供。

- 2016年、ルチャ・アンダーグラウンド第2シーズンにて、ゲストとして出演。

- 2017年、フランク・カシラス(Vo)が引退を発表。バンドはデス・バイ・ステレオのエフレム・シュルツを迎えて活動を続けている。
  - マーク・ブッシュ(Tp)、ダン・アルバート(Tb)もバンドを脱退。マークはThe Mad Caddiesに加入、ダンはBuck-O-Nineとのライヴに参加している。その後、ホセ・パズソルダンがトロンボーン、エリック・ファッツィーニがサックスとして、バンドに加入した。

## メンバー

### 現在のメンバー
- エディ・カシラス (Eddie Casillas)  (G)
- ジョージ・カシラス (Jorge Casillas)  (B)
- スティーブ・リース (Steve Reese) (Dr)
- エリック・ファッツィーニ (Eric Fazzini) (Sax)
- ホセ・パズソルダン (Jose Pazsoldan) (Tb)
- エフレム・シュルツ (Efrem Schulz) (Vo)

### 元メンバー
- フランク・カシラス (Frank Casillas) (Vo)
- ジェームス・ヘルナンデス (James Hernandez)  (Sax)
- メイソン・ボール (Mason Ball)  (Tp)
- ジョー・マクナリー (Joe McNally)  (Tp)
- ドーン・ギース (Don Giese)  (Tp)
- ガブリエル・ダン (Gabriel Dunn) (Tp)
- マーク・ブッシュ (Mark Bush) (Tp)
- ブロディー・ジョンソン (Brodie Johnson) (Tr)
- ダン・アルバート (Dan Albert) (Tr)
- ジェリー・オニール (Jerry O'Neill) (Dr)
- クリス・ダーレイ (Chris Dalley) (Dr)
- ヴィンス・ソルレシート (Vince Sollecito) (Dr)
- AJコンドスタ (AJ Condosta) (Dr)
- ルーベン・ドゥラーゾ (Ruben Dorazo) (Tr)
- ポール・シェイヴス (Paul Chavez)

## ディスコグラフィ

### オリジナル・アルバム（フル）
- フー・イズ、ディス・イズ? - WHO IS, THIS IS? (1994)
- ファーム - FIRME (1995)
- ベイル・デ・ロス・ロコス - BAILE DE LOS LOCOS (1997)
- バンド・ギーク・マフィア - BAND GEEK MAFIA (1998)
- シンボリック - SYMBOLIC (2000)
- ステディ・アズ・シー・ゴーズ - STEADY AS SHE GOES (2002)
- アディクション・トラディション・レヴォリューション - ADICCION, TRADICION Y REVOLUCION (2004)
- サザン・カリフォルニア・ストリート・ミュージック - SOUTHERN CALIFORNIA STREET MUSIC (2007)
- ブレイク・ザ・スペル - BREAK THE SPELL (2012)
- リヴィン・ジ・アポカリプス - LIVIN' THE APOCALYPSE（2021）

### オリジナル・アルバム（ミニ）
- OLD OF TOMORROW
- RASTA MIS HUEVOS
- WE'RE COLORING FUN
- DOG PILE
- LAND OF MISFIT TOYS

### コンピレーション・アルバム
- THE MELTING POT
- SMALL WORLD
- WELCOME TO CALIFUCKNIA
- PUNK SUCKS
- MISFITS OF SKA